# Évelyne Yonnet
Évelyne Yonnet, née le 9 octobre 1954, est une femme politique française.
Elle devient sénatrice de la Seine-Saint-Denis en 2015, à la suite du décès de Claude Dilain.

## Biographie
Évelyne Yonnet entre en politique en 1979, elle adhère à la section PSU d’Aubervilliers qu’elle quitte en 1984 après le Congrès de Bourges. Son activité militante concerne essentiellement la lutte contre le tout nucléaire (Plogoff, Nogent-sur-Seine, Creys-Malville...), le développement des énergies renouvelables, la réduction du temps de travail, la démocratie locale, l’opposition à la militarisation du plateau du Larzac. Militante des droits des femmes, de la lutte contre les discriminations et pour l’égalité des droits, Évelyne Yonnet participe activement à la marche des « Beurs » en 1983, pour le désarmement à l’Est comme à l’Ouest (ni Pershing et ni SS20). Elle participe également activement à la campagne d’Huguette Bouchardeau pour l’élection présidentielle de 1981.
Entrée au Parti socialiste en 1985, secrétaire de section en 1986 jusqu’en 1993, puis conseillère municipale et présidente du groupe des élus socialistes et républicains en 1995 jusqu’en 2001. Secrétaire fédérale aux Droits des Femmes de 1989 à 1993, elle organise l’anniversaire des 50 ans des droits de vote de la femme. Militante associative dans les associations de défense des locataires et du cadre de vie, création d’une amicale de locataires CGL en 1989 et représentante élue des locataires de 1990 à 2001.
Durant le mandat municipal 2001-2008, elle est adjointe au maire d’Aubervilliers, déléguée à l’Urbanisme et à l’Habitat, vice-présidente de l’OPHLM. Elle a notamment présidé la Mission d’information sur le devenir du Fort d’Aubervilliers qui amorcera un nouveau processus de renouvellement urbain sur ce site de 27 hectares. Conseillère générale de Seine-Saint-Denis, élue dans le canton d'Aubervilliers-Est de 2004 à 2011, elle a présidé deux commissions organiques du Conseil général. Elle a notamment travaillé sur l’instauration du quotient familial pour la restauration dans les collèges et sur la mise en place d’une aide à l’accès aux nouvelles technologies.
De mars 2008 à mars 2014, elle est première adjointe au maire d'Aubervilliers Jacques Salvator, chargée du personnel, de la santé et de l’habitat. En mars 2015, elle succède à Claude Dilain, décédé, et devient sénatrice de la Seine-Saint-Denis.
Elle parraine la candidature de Benoît Hamon pour l'élection présidentielle de 2017.